# Circuito Mundial de Voleibol de Praia de 2016
Circuito Mundial de Voleibol de Praia de 2016 é uma série de competições internacionais organizadas pela Federação Internacional de Voleibol (FIVB). Em 2016, o Circuito compreende 5 Grand Slams, 14 torneios Abertos (sendo que os torneios de Doha e da Ilha Kish são apenas masculinos) e três eventos Majors. Os Grand Slams e os Majors são os principais eventos da temporada, pois, distribuem maior quantidade de pontos para as duplas vencedoras e dão maiores prêmios em dinheiro. A temporada 2016 do Circuito começou nos meses de outubro e novembro de 2015, com a disputa dos Abertos de Puerto Vallarta, Antália e Doha. No final da temporada, as duplas que tiverem conquistado o maior número de pontos ao longo do ano disputarão as Finais do Circuito Mundial, cuja cidade-sede ainda não foi confirmada pela FIVB.

## Calendário

### Masculino
| Evento                                                                        | Ouro                                            | Prata                                           | Bronze                                          |
| Aberto de Puerto Vallarta Puerto Vallarta, México 6 a 11 de outubro de 2015   | Estados UnidosNicholas Lucena Philip Dalhausser | HolandaAlexander Brouwer Robert Meeuwsen        | AlemanhaBennet Poniewaz David Poniewaz          |
| Aberto de Antália Antália, Turquia 20 a 25 de outubro de 2015                 | ItáliaAlex Ranghieri Adrian Carambula           | MéxicoJuan Virgen Lombardo Ontiveros            | LetôniaMārtiņš Pļaviņš Haralds Regža            |
| Aberto de Doha Doha, Catar 9 a 13 de novembro de 2015                         | AlemanhaMarkus Böckermann Lars Flüggen          | Estados UnidosNicholas Lucena Philip Dalhausser | Estados UnidosJohn Hyden Tri Bourne             |
| Aberto da Ilha Kish Ilha Kish, Irã 15 a 19 de fevereiro de 2016               | CatarJefferson Pereira Cherif Younousse         | RússiaOleg Stoyanovskiy Artem Yarzutkin         | PolôniaBartosz Łosiak Piotr Kantor              |
| Aberto de Maceió Maceió, Brasil 23 a 28 de fevereiro de 2016                  | Estados UnidosNicholas Lucena Philip Dalhausser | BrasilPedro Solberg Evandro Gonçalves           | BrasilSaymon Barbosa Gustavo Carvalhaes         |
| Grand Slam do Rio Rio de Janeiro, Brasil 8 a 13 de março de 2016              | PolôniaPiotr Kantor Bartosz Łosiak              | BrasilPedro Solberg Evandro Gonçalves           | HolandaAlexander Brouwer Robert Meeuwsen        |
| Aberto de Vitória Vitória, Brasil 15 a 20 de março de 2016                    | BrasilAlison Cerutti Bruno Schmidt              | ItáliaPaolo Nicolai Daniele Lupo                | HolandaAlexander Brouwer Robert Meeuwsen        |
| Aberto de Doha Doha, Catar 4 a 8 de abril de 2016                             | ItáliaAlex Ranghieri Adrian Carambula           | ÁustriaAlexander Huber Robin Seidl              | PolôniaPiotr Kantor Bartosz Łosiak              |
| Aberto de Xiamen Xiamen, China 12 a 17 de abril de 2016                       | EspanhaPablo Herrera Adrián Gavira              | Estados UnidosJohn Hyden Tri Bourne             | RússiaKonstantin Semenov Viacheslav Krasilnikov |
| Aberto de Fucheu Fucheu, China 19 a 24 de abril de 2016                       | Estados UnidosPhil Dalhausser Nicholas Lucena   | ItáliaPaolo Nicolai Daniele Lupo                | EspanhaPablo Herrera Adrián Gavira              |
| Aberto de Fortaleza Fortaleza, Brasil 26 de abril a 1 de maio de 2016         | BrasilOscar Brandão André Stein                 | AlemanhaJonathan Erdmann Kay Matysik            | MéxicoLombardo Ontiveros Juan Virgen            |
| Aberto de Sóchi Sóchi, Rússia 3 a 8 de maio de 2016                           | ItáliaPaolo Nicolai Daniele Lupo                | RússiaViacheslav Krasilnikov Konstantin Semenov | Estados UnidosTri Bourne John Hyden             |
| Aberto de Antália Antália, Turquia 10 a 15 de maio de 2016                    | LetôniaAleksandrs Samoilovs Jānis Šmēdiņš       | AlemanhaMarkus Böckermann Lars Flüggen          | PolôniaGrzegorz Fijałek Mariusz Prudel          |
| Aberto de Cincinnati Cincinnati, Estados Unidos 17 a 22 de maio de 2016       | BrasilSaymon Barbosaa Gustavo Carvalhaes        | CanadáJosh Binstock Sam Schachter               | Estados UnidosPhil Dalhausser Nicholas Lucena   |
| Grand Slam de Moscou Moscou, Rússia 24 a 29 de maio de 2016                   | HolandaReinder Nummerdor Christiaan Varenhorst  | BrasilAlison Cerutti Bruno Schmidt              | PolôniaPiotr Kantor Bartosz Łosiak              |
| Major de Hamburgo Hamburgo, Alemanha 7 a 12 de junho de 2016                  | Estados UnidosPhil Dalhausser Nicholas Lucena   | HolandaAlexander Brouwer Robert Meeuwsen        | RússiaKonstantin Semenov Viacheslav Krasilnikov |
| Grand Slam de Olsztyn Olsztyn, Polônia 14 a 19 de junho de 2016               | LetôniaAleksandrs Samoilovs Jānis Šmēdiņš       | BrasilAlison Cerutti Bruno Schmidt              | BrasilSaymon Barbosa Gustavo Carvalhaes         |
| Major de Poreč Poreč, Croácia 28 de junho a 3 de julho de 2016                | BrasilAlison Cerutti Bruno Schmidt              | ÁustriaClemens Doppler Alexander Horst          | CanadáChaim Schalk Ben Saxton                   |
| Major de Gstaad Gstaad, Suíça 5 a 10 de julho de 2016                         | BrasilPedro Solberg Evandro Gonçalves           | Estados UnidosPhil Dalhausser Nicholas Lucena   | LetôniaAleksandrs Samoilovs Jānis Šmēdiņš       |
| Major de Klagenfurt Klagenfurt, Áustria 26 a 31 de julho de 2016              | LetôniaAleksandrs Samoilovs Jānis Šmēdiņš       | BrasilSaymon Barbosa Gustavo Carvalhaes         | CanadáChaim Schalk Ben Saxton                   |
| Grand Slam de Long Beach Long Beach, Estados Unidos 23 a 28 de agosto de 2016 | BrasilPedro Solberg Evandro Gonçalves           | Estados UnidosPhil Dalhausser Nicholas Lucena   | LetôniaAleksandrs Samoilovs Jānis Šmēdiņš       |
| FIVB World Tour Finals Toronto, Canadá 13 a 18 de setembro de 2016            | BrasilAlison Cerutti Bruno Schmidt              | BrasilPedro Solberg Evandro Gonçalves           | Estados UnidosJohn Hyden Tri Bourne             |

### Feminino
| Evento                                                                        | Ouro                                               | Prata                                        | Bronze                                          |
| Aberto de Puerto Vallarta Puerto Vallarta, México 6 a 11 de outubro de 2015   | AlemanhaLaura Ludwig Kira Walkenhorst              | BrasilDuda Lisboa Elize Maia                 | ItáliaMarta Menegatti Viktoria Orsi Toth        |
| Aberto de Antália Antália, Turquia 20 a 25 de outubro de 2015                 | República TchecaMarkéta Sluková Barbora Hermannová | ItáliaMarta Menegatti Viktoria Orsi Toth     | Estados UnidosJennifer Kessy Emily Day          |
| Aberto de Maceió Maceió, Brasil 23 a 28 de fevereiro de 2016                  | BrasilDuda Lisboa Elize Maia                       | HolandaMadelein Meppelink Marleen van Iersel | BrasilÁgatha Bednarczuk Bárbara Seixas          |
| Grand Slam do Rio Rio de Janeiro, Brasil 8 a 13 de março de 2016              | Estados UnidosKerri Walsh April Ross               | PolôniaKinga Kołosińska Monika Brzostek      | AlemanhaKarla Borger Britta Büthe               |
| Aberto de Vitória Vitória, Brasil 15 a 20 de março de 2016                    | BrasilTalita Antunes Larissa França                | Estados UnidosKerri Walsh April Ross         | AlemanhaKatrin Holtwick Ilka Semmler            |
| Aberto de Xiamen Xiamen, China 13 a 17 de abril de 2016                       | SuíçaIsabelle Forrer Anouk Vergé-Dépré             | ÁustriaBarbara Hansel Stefanie Schwaiger     | Estados UnidosKerri Walsh April Ross            |
| Aberto de Fucheu Fucheu, China 20 a 24 de abril de 2016                       | Estados UnidosKerri Walsh April Ross               | AlemanhaChantal Laboureur Julia Sude         | SuíçaJoana Heidrich Nadine Zumkehr              |
| Aberto de Fortaleza Fortaleza, Brasil 27 de abril a 1 de maio de 2016         | BrasilDuda Lisboa Elize Maia                       | BrasilJuliana Silva Taiana Lima              | BrasilRebecca Cavalcante Liliane Maestrini      |
| Aberto de Sóchi Sóchi, Rússia 3 a 8 de maio de 2016                           | SuíçaJoana Heidrich Nadine Zumkehr                 | EspanhaLiliana Fernández Elsa Baquerizo      | AlemanhaKatrin Holtwick Ilka Semmler            |
| Aberto de Antália Antália, Turquia 10 a 14 de maio de 2016                    | AlemanhaLaura Ludwig Kira Walkenhorst              | FinlândiaRiikka Lehtonen Taru Lahti          | AlemanhaKatrin Holtwick Ilka Semmler            |
| Aberto de Cincinnati Cincinnati, Estados Unidos 17 a 22 de maio de 2016       | Estados UnidosKerri Walsh April Ross               | ChinaXue Chen Xia Xinyi                      | EspanhaLiliana Fernández Elsa Baquerizo         |
| Grand Slam de Moscou Moscou, Rússia 24 a 29 de maio de 2016                   | Estados UnidosKerri Walsh April Ross               | BrasilTalita Antunes Larissa França          | CanadáSarah Pavan Heather Bansley               |
| Major de Hamburgo Hamburgo, Alemanha 7 a 11 de junho de 2016                  | AlemanhaLaura Ludwig Kira Walkenhorst              | BrasilÁgatha Bednarczuk Bárbara Seixas       | BrasilTalita Antunes Larissa França             |
| Grand Slam de Olsztyn Olsztyn, Polônia 14 a 19 de junho de 2016               | AlemanhaLaura Ludwig Kira Walkenhorst              | BrasilTalita Antunes Larissa França          | EslováquiaNatália Dubovcová Dominika Nestarcová |
| Major de Poreč Poreč, Croácia 28 de junho a 2 de julho de 2016                | AlemanhaChantal Laboureur Julia Sude               | CanadáSarah Pavan Heather Bansley            | AlemanhaKarla Borger Britta Büthe               |
| Major de Gstaad Gstaad, Suíça 5 a 9 de julho de 2016                          | BrasilTalita Antunes Larissa França                | Estados UnidosKerri Walsh April Ross         | AlemanhaLaura Ludwig Kira Walkenhorst           |
| Major de Klagenfurt Klagenfurt, Áustria 26 a 30 de julho de 2016              | AlemanhaLaura Ludwig Kira Walkenhorst              | SuíçaJoana Heidrich Nadine Zumkehr           | SuíçaNina Betschart Tanja Hüberli               |
| Grand Slam de Long Beach Long Beach, Estados Unidos 23 a 28 de agosto de 2016 | Estados UnidosKerri Walsh April Ross               | EspanhaLiliana Fernández Elsa Baquerizo      | AlemanhaChantal Laboureur Julia Sude            |
| FIVB World Tour Finals Toronto, Canadá 13 a 18 de setembro de 2016            | AlemanhaLaura Ludwig Kira Walkenhorst              | SuíçaJoana Heidrich Nadine Zumkehr           | SuíçaIsabelle Forrer Anouk Vergé-Dépré          |